# زاز
هي ايزابيل جيفروى وتدعى زاز (بالفرنسية: Zaz )‏ (و. 1 مايو 1980  م) هي مغنية مؤلفة فرنسية، ولدت في تور غرب فرنسا.
تتبع ايزابيل جيفروى اساليب (منتصف الطريق وموسيقي الفولك المعاصرة وموسيقي السول).
بدأت شهرتها في عام 2010 مع أغنية Je veux وهي أغنية من البومها الأول المسمى زاز.
في 2014 دعمت Fondation Abbé-Pierre مؤسسة الاب بيير لاسكان المشردين بالعنوان Le Chemin de Pierre وهي أغنية شاركت فيها مع مجموعة من الفنانين الفرنسيين(نيلوين ليروى-روز-توماس دوترونك-تيتي أو مايك إبراهيم)

## حياتها
في 1985 في الخامسة من عمرها دخلت زاز معهد الموسيقي في تور مثل اختها واخيها.
في شارع اوجست شيفالييه عرفت زاز واشتهرت في مطعم شيه نيللو.
درست زاز في معهد الموسيقي حتى الحادية عشرة وتعلمت العزف على الكمان والبيانو والجيتار والغناء الكورالي.
في 1994 تبعا لطلاق والديها عاش الأطفال الثلاثة مع الام في ليبورن قريبا من بوردو.
في 1995 بدات في تلقي محاضرات الغناء خلال عام وتلقت كذلك محاضرات في الكونغ فو مع مدرب محترف.
في عام 2000 حصلت على شهادة دراسية من المجلس الاقليمى والتى سمحت لها بارتياد إحدى مدارس الموسيقي الواقعية.

## التعليم
تعلمت في Conservatoire de musique, danse et art dramatique en France ‏، وConservatoire à rayonnement régional de Tours ‏.

## جوائز
حصلت على جوائز منها:
- Music Moves Europe Award [الإنجليزية]‏ (2011).

## وصلات خارجية
- زاز على موقع IMDb (الإنجليزية)
- زاز على موقع ميوزك برينز (الإنجليزية)
- زاز على موقع أول ميوزيك (الإنجليزية)
- زاز على موقع ديسكوغز (الإنجليزية)
- زاز على موقع قاعدة بيانات الفيلم (الإنجليزية)

- زاز في قاعدة بيانات الأفلام على الإنترنت